# サーデグ・マフスーリー

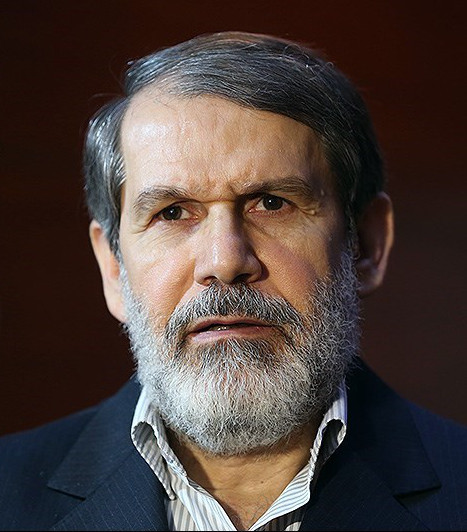
サーデグ・マフスーリー

サーデグ・マフスーリー（ペルシア語: صادق محصولی、Sadegh Mahsouli 、1959年 - )は、イランの軍人、政治家。西アーザルバーイジャーン州オルーミーイェ出身。

## 経歴
イラン科学技術大学卒業、大学時代マフムード・アフマディーネジャードとクラスメイトで友人であった。革命防衛隊に加わり、イラン・イラク戦争で戦い、また革命防衛隊第6特殊部隊司令官などをつとめた。またオルーミーイェ市長、西アーザルバーイジャーン州副知事を歴任した。
アフマディーネジャード政権においてマフスーリーは第1次内閣で2008年3月24日から2009年8月9日まで内務大臣を務め、また第2次内閣で2009年11月19日福祉・社会保障大臣に任命された。なお、マフスーリーの後任の内務大臣に就任したアリー・コルダーンは2008年11月、議会の弾劾決議を受け失職している。
2011年、福祉省と労働省の合併計画と、合併後のマフスーリーの退任が発表された。
大臣退任後、イスラーム革命抵抗戦線の指導者をつとめた。

## 米国の制裁
2010年9月、オバマ米大統領による大統領命令署名を受け、米国務省と米財務省は連名で、特に前年のイラン大統領選挙後の混乱を受け、「イラン国内で人権を持続的に、かつ甚だしく侵害した複数の責任者」を対象とする制裁を発表した。
クリントン米国務長官は「イラン政府の監視下で、あるいは命令で、イラン国民は恣意的に逮捕、殴打され、拷問、婦女暴行、脅迫を受け、殺害されてきたにもかかわらずイラン政府はこうした蛮行の中止を求める国際社会の訴えを再三、無視してきた」と語った。
水曜の発表で制裁対象となった8人のイラン人の中には、イスラム革命防衛隊のモハンマドアリー・ジャアファリー司令官や、副官の1人であるホセイン・タエブが含まれており、ジャアファリーはすでに、イランの核開発疑惑に関連して米国の制裁の対象となっていた。米国政府は、革命防衛隊が、ジャアファリー司令官とターエブ副司令官の指揮のもとで2009年の大統領選後の混乱の中、平和的な抗議参加者を殴打、殺害し、無差別に逮捕したと主張している。
その他に制裁の対象となったのはヘイダル・モスレヒー情報相、4人の現、元警察長官・検察官、そして福祉・社会保障相のサーデグ・マフスーリーであった。米国政府の声明では、マフスーリーは2009年のイラン大統領選挙時に内相ポストにあり、全ての警察部隊と内務省治安部隊に対し権限を有していたと指摘されている。
「マフスーリーの部隊は学生が激しく殴打され、拘留された2009年6月15日のテヘラン大学寮に対する襲撃に責任がある」と米財務省・国務省の声明は指摘している。